# Mia Slavenska
Mia Slavenska, nata Mia Čorak (Slavonski Brod, 20 febbraio 1916 – Los Angeles, 5 ottobre 2002), è stata una ballerina croata naturalizzata statunitense.

## Biografia
Mia Slavenska nacque a Slavonski Brod nel 1916, figlia del farmacista Milan Čorak e della moglie Gedwiga. L'anno successivo la famiglia si trasferì a Zagabria, dove Mia cominciò a studiare danza con Josephine Weiss e Margarita Frohman. A otto anni iniziò a danzare al Teatro nazionale croato di Zagabria e a diciassette divenne prima ballerina del Balleto di Zagabria.
Nel 1937 si trasferì a Parigi, dove apparve in qualche film. Continuò a perfezionarsi con Bronislava Fominična Nižinskaja e nel 1938 fu scritturata dal Ballet Russe de Monte Carlo, di cui divenne prima ballerina. Dopo lo scoppio della Seconda guerra mondiale si trasferì negli Stati Uniti e ottenne la cittadinanza nel 1947. Dopo una stagione come prima ballerina al Metropolitan Opera House nel 1954-1955 si ritirò dalle scene e si dedicò all'insegnamento, lavorando come docente all'Università della California fino al 1983.